# Scopula megalostigma
Scopula megalostigma är en fjärilsart som beskrevs av Louis Beethoven Prout 1915. Scopula megalostigma ingår i släktet Scopula och familjen mätare. Inga underarter finns listade.